# Animals (This Town Needs Guns)
Animals è l'album di debutto del gruppo musicale inglese This Town Needs Guns. È uscito il 13 ottobre 2008 sotto l'etichetta Big Scary Monsters e il 10 marzo 2009 è uscito negli Stati Uniti sotto l'etichetta Sargent House Records. È stato registrato in quattro week-end tra marzo e maggio anche a causa di esigenze finanziarie e problemi personali dei membri del gruppo ai Lodge Studios a Northampton. Ogni canzone dell'album possiede lo stesso tema che richiama vari tipi di animali. Durante la fase di scrittura e di registrazione, la band diede ad ogni canzone dei nomi provvisori, al fine di evitare di chiamare le tracce finali in modo banale, come "New Track 1" ecc. Quindi, si stabilirono i titoli con nomi di animali come sostituto fugace per i nomi delle canzoni, nella speranza di cambiarle prima della pubblicazione ufficiale. Tuttavia, la band non riuscì a decidere dei nomi ufficiali per sostituirli con quelli provvisori, così decisero di lasciarli come erano e chiamarono l'album "Animals" con una copertina raffigurante tutti gli animali citati nei titoli. La Big Scary Monsters sul suo canale di YouTube ha pubblicato un video ufficiale per la canzone "Panda", ma questa non è mai diventata un singolo. L'album è presente su iTunes, ma l'ordine delle canzoni risulta sbagliato, in quanto scritto in ordine alfabetico.

## Tracce
La tracklist inglese ha un ordine diverso ed è priva di tracce bonus.
1. Pig - 3:48
2. Baboon - 3:26
3. Panda - 3:27
4. Gibbon - 4:26
5. Rabbit - 4:45
6. Badger - 4:53
7. Elk - 3:51
8. Crocodile - 2:31
9. Quetzel - 0:37
10. Chinchilla - 4:27
11. Dog - 2:55
12. Lemur - 3:11
13. Zebra - 2:08
14. If I Sit Still, Maybe I'll Get Out Of Here (bonus track) - 6:04
15. 26 Is Dancier Than 4 (bonus track) - 4:48